# 조지프 레이디
조지프 레이디(Joseph Leidy, 1823년 9월 9일 ~ 1891년 4월 30일)는 미국의 고생물학자·기생충학자·해부학자이다. 펜실베이니아 대학교에서 해부학을 가르치다가 스와스모어 칼리지로 가서 자연사학 교수가 되었고, 이후 바그너 자유과학연구소에서 과학·교육프로그램 총책임자가 되었다. 에드워드 드링커 코프의 고생물학 선생이다.